# Таупота
Таупота (Taupota) — океанийский язык, который распространён в провинции Милн-Бей в Папуа — Новой Гвинее. Видимо образует диалектный континуум с двумя другими языками: с юга — ваэма, с запада — ведау.

## Близкие языки
- На ваэма (Wa’ema, Waiema) говорят в провинции Милн-Бей: округ Алотау, ареал местного самоуправления Хуху, от площадок жилой застройки Гилигили до военного мемориала Турнбулл, севернее от залива Милн до прибрежного ареала Восточный Кейп.
- На ведау (Wedau, Wedaun, Wedawan) говорят в провинции Милн-Бей: округ Рабараба, ареал местного самоуправления Вераура, материк вдоль северного побережья от залива Кувира до Догура. Имеет диалекты квамана, лавора, топура и япоа.
- На таупота (Taupota) говорят в провинции Милн-Бей: округ Алотау, район местного управления Мараматана, Восточный Кейп, от Вамавамана до Гарувахи, включая деревню Таупота.